# Batalla de los Campos Verdes
La Batalla de los Campos Verdes fue un suceso ficticio pertenecientes al legendarium del escritor británico J. R. R. Tolkien de El Señor de los Anillos, librado entre los hobbits, dirigidos por Bandobras Tuk (también apodado Toro Bramador) y una banda de orcos o trasgos, liderada por Golfimbul, en el año 2747 de la Tercera Edad. Según se narra en las antiguas historias que podemos leer en el Libro Rojo, Bandobras Tuk consiguió la victoria para los hobbits cortándole la cabeza a Golfimbul con un golpe certero de su gran porra de madera. La cabeza del orco rodó hasta una madriguera de conejo, con lo que, además de derrotar a los orcos, se inventó el juego del Golf. 
Realmente no se trató de una gran batalla, sino que fue más bien una escaramuza entre una banda de orcos y un grupo de hobbits, sin embargo, fue la única protagonizada por los hobbits hasta la Guerra del Anillo.
- Datos: Q3181838